# Passi (Alatskivi)
Pour les articles homonymes, voir Passi (homonymie).
Passi est un village de la Commune de Alatskivi du Comté de Tartu en Estonie.
Au 31 décembre 2011, il compte 5 habitants.